# Demodamas
Demodamas (en griego antiguo: Δημοδάμας) (fl.siglo III antes de Cristo), fue un oficial seléucida del siglo III a. C..
Demodamas nació en Mileto, y era hijo de Aristides. Sirvió como general de los seléucidas bajo Seleuco I Nicátor y Antíoco I Sóter. Alrededor de 294/293 y 281/280 antes de Cristo, Demodamas sirvió como sátrapa de los Seléucidas en Bactriana y Sogdiana.
Durante ese periodo emprendió expediciones militares a lo largo del Syr Darya para explorar las tierras de los escitas, durante las cuales Demodamas llegó más al norte que cualquier griego antes que él, con la posible excepción de Alejandro Magno. Durante la expedición se repobló Alejandría Escate, que había sido destruida por una anterior ataque bárbaro. También construyó varios altares en honor de Apolo a lo largo del río.
Demodamas más tarde escribió un relato autobiográfico de sus expediciones en Asia Central, que sirvió como una fuente importante para los geógrafos romanos Estrabón y Plinio el Viejo, quien lo nombra como Seleuci et Antiochi dux.